# Georgia Ellinaki
Georgia Ellinaki (grekiska: Γεωργία Ελληνάκή), född 28 februari 1974 i Aten, är en grekisk vattenpolomålvakt. Hon ingick i Greklands landslag vid olympiska sommarspelen 2004 och 2008.
Ellinaki tog OS-silver i damernas vattenpoloturnering i samband med de olympiska vattenpolotävlingarna 2004 i Aten. Fyra år senare i Peking slutade Grekland på åttonde plats.